# Дэвид-Ллойд, Гарет
Гарет Дэвид-Ллойд (англ. Gareth David-Lloyd, род. 28 марта 1981, Ньюпорт, Уэльс,  Великобритания) — валлийский актёр, более всего известный ролью Янто Джонса в британском научно-фантастическом сериале «Торчвуд».

## Биография
Впервые он вышел на сцену в роли робота в школьной постановке, а подростком присоединился к труппе театра Gwent Young People’s Theatre в Абергавенни, а позднее к труппе театра The Dolman Youth Theatre в Ньюпорте, где работал в одно время с актёром Мэттью Вудьяттом и певицей Нией Линн. Там он участвовал в нескольких постановках, а в «Макбете», «Трёхгрошовой опере» и «Короле Генри V» сыграл главные роли. Когда бывший лидер Лейбористской партии Нейл Киннок увидал молодого Гарета в спектакле в Monmouth Castle, он отправил ему 250 фунтов на развитие актёрской карьеры.
Во время обучения в Колледже Гвент Гарет участвовал в различных местных постановках в Dolman Theatre в Ньюпорте и Sherman Theatre в Кардиффе.
Перед переездом в Рединг для продолжения обучения актёрскому мастерству в The Rep College, Гарет проходил практику в Национальном Молодёжном Театре. В числе прочих он сыграл роль Себастьяна в постановке «Двенадцатой ночи», а также принимал участие в телевизионных шоу «Абсолютная власть», «Катастрофа», «Rosemary & Thyme» и «Чисто английское убийство».
В Уэльс Гарет вернулся для съёмок в сериале «Торчвуд», где сыграл роль Янто Джонса. Телевизионным веб-сайтом Digital Spy этому персонажу было присуждено звание культовой иконы. Помимо сериала «Торчвуд» Янто Джонс появился и в двух сериях «Доктора Кто» — «Украденная Земля» (The Stolen Earth) и «Конец путешествия» (Journey’s End). Примечательно, что в 2004 году в комедии/драме «Mine All Mine», написанной создателем сериала «Торчвуд» Расселом Т. Дэвисом, Гарет сыграл персонажа по имени Янто Джонс (Yanto Jones).

### Некоторые факты
- Помимо актёрской деятельности Гарет в течение одного года вольнослушателем изучал курсы философии и психологии в Открытом университете.
- Гарет записал аудиокнигу коротких рассказов Лавкрафта под названием «Ктулху и другие истории».
- Гарет является лидером и вокалистом группы «Blue Gillespie» (ранее известной как «A Breath of Blue Fire»), играющей прогрессивный металл.  Первый EP: "Cave Country" (декабрь 2008), второй EP: "Cave Country Part 2" (август 2009), дебютный альбом: "Synesthesia" (май 2010), второй альбом "Seven Rages of Man" (май 2012).
- Гарет восхищается валлийским поэтом Диланом Томасом и даже сыграл его в одной из самых первых своих постановок.
- Гарет озвучивал Соласа - персонажа игры «Dragon Age Inquisition».

Личная жизнь
В браке с Джеммой Джеймс с 2010 года. У пары есть дочь Лили Кристина Ллойд (род. 4 июня 2012) и сын Илай Эндрю Ллойд (род. 10 августа 2014).

## Фильмография
| Год         | Название                         | Роль              |
| ----------- | -------------------------------- | ----------------- |
| 2003        | Абсолютная власть                | Терри Пин         |
| 2003        | Сериал Катастрофа                | Деррелл Кэмнер    |
| 2004        | Чисто английское убийство        | Карл Причард      |
| 2004        | Rosemary and Thyme               | Закк-Питт Сеймур  |
| 2004        | Mine all Mine                    | Янто Джонс        |
| 2005        | Гений Бетховена                  | Карл Ван Бетховен |
| 2006 — 2009 | Торчвуд                          | Янто Джонс        |
| 2008        | Доктор Кто                       | Янто Джонс        |
| 2009        | Caerdydd                         | Дилан             |
| 2009        | Торчвуд: Дети Земли              | Янто Джонс        |
| 2010        | Чисто английское убийство        | Джереми Престон   |
| 2010        | Угроза из прошлого               | доктор Ватсон     |
| 2011        | Red Faction: Origins             | Адам Хейл         |
| 2011        | Хранилище 13                     | Мистер Уолкотт    |
| 2012        | Холби Сити                       | Рис Хопкинс       |
| 2013        | Twisted Showcase                 | Питер/Пол         |
| 2014        | Twisted Showcase                 | Крис              |
| 2014        | Dragon Age: Инквизиция (озвучка) | Solas             |
| 2015        | Улицы Ватерлоо                   | Роб Хатчинсон     |
| 2015        | I Am Alone                       | Джейкоб Фитц      |
| 2016        | Темный сигнал                    | Бен Эванс         |

## Награды и номинации
14 April 2010 Nomination Constelation (Canada Sci-Fi Awards) best actor in fiction TV for Torchwood.
8 February 2010 SFX Weekender (TV Website Digital Spy): Cult Hero SFX Award for Torchwood.
10 October 2010 Individual Award (Arts & Business Cymru Awards).
1 July 2014: The cast (including Gareth David-Lloyd) and crew of "The good drug dealer" directed by Peter Watkins-Hughes received the Working in Partnership accolade (Award) from the Gwent Police Awards, at the Christchurch Centre in Newport, Wales.
Nomination GST 2014 Game Awards Best Male Performance for playing Solas in VG "Dragon Age: Inquisition" directed by Mike Laidlaw.
20 May 2008 NewNowNext Awards - Best Gay Kiss: Jack (John Barrowman) and Ianto (Gareth David-Lloyd) on Torchwood.
2015 Award: Behind The Voice Actors Awards: Won Best Vocal Ensemble in a Video Game for "Dragon Age: Inquisition (2014)" by Mike Laidlaw.
13 September 2015 Scare-A-Con Film Festival (Horror & Sci-Fi Fan Convention), Verona, New York, USA. Best Actor Award for I Am Alone, directed by Robert A. Palmer.
28 October 2015 Fright Night Film Fest (USA): Winner Best Actor for "I Am Alone", directed by Robert A. Palmer.
31 October 2015 RIP Horror Film Festival (Hollywood, USA): Nomination Best Actor Ensemble for "I Am Alone", directed by Robert A. Palmer.
2015 MAC Horror Film Festival, Brazil: Gareth wins the Best Actor Award for "I Am Alone", directed by Robert A, Palmer.
4 March 2016: Manchester Theater Awards - Nomination Visiting Production: "Twelve Angry Men" from Bill Kenwright at The Lowry (with Gareth David-Lloyd in the cast).
October 2016 The Cast of "I Am Alone" (including Gareth David-Lloyd) by Robert A. Palmer, wins the the Best Performance Drama/Action/Sci-Fi Award in the Kapow Intergalactic Film Festival in Dos Lagos, Corona, California, USA.
June 2016 - 2016 Dead Walk Fest: Winner Best Actor for I Am Alone, by Robert A. Palmer.
International Filmmaker Festival of World Cinema, Berlin 2016 : Nomination Best Actor in a Featured Film for "I Am Alone" directed by Robert A. Palmer.